# Álvaro de Bazán
Pour les articles homonymes, voir Bazan.
Álvaro de Bazán y Guzmán, premier marquis de Santa Cruz, est un amiral et un général espagnol né à Grenade le 12 décembre 1526 et mort à Lisbonne le 9 février 1588. Il servit Charles Quint et surtout Philippe II, dont il devint l'homme de confiance.
Son nom a été donné à plusieurs navires de la marine espagnole, le dernier étant une frégate lancée en 2000.

## Biographie

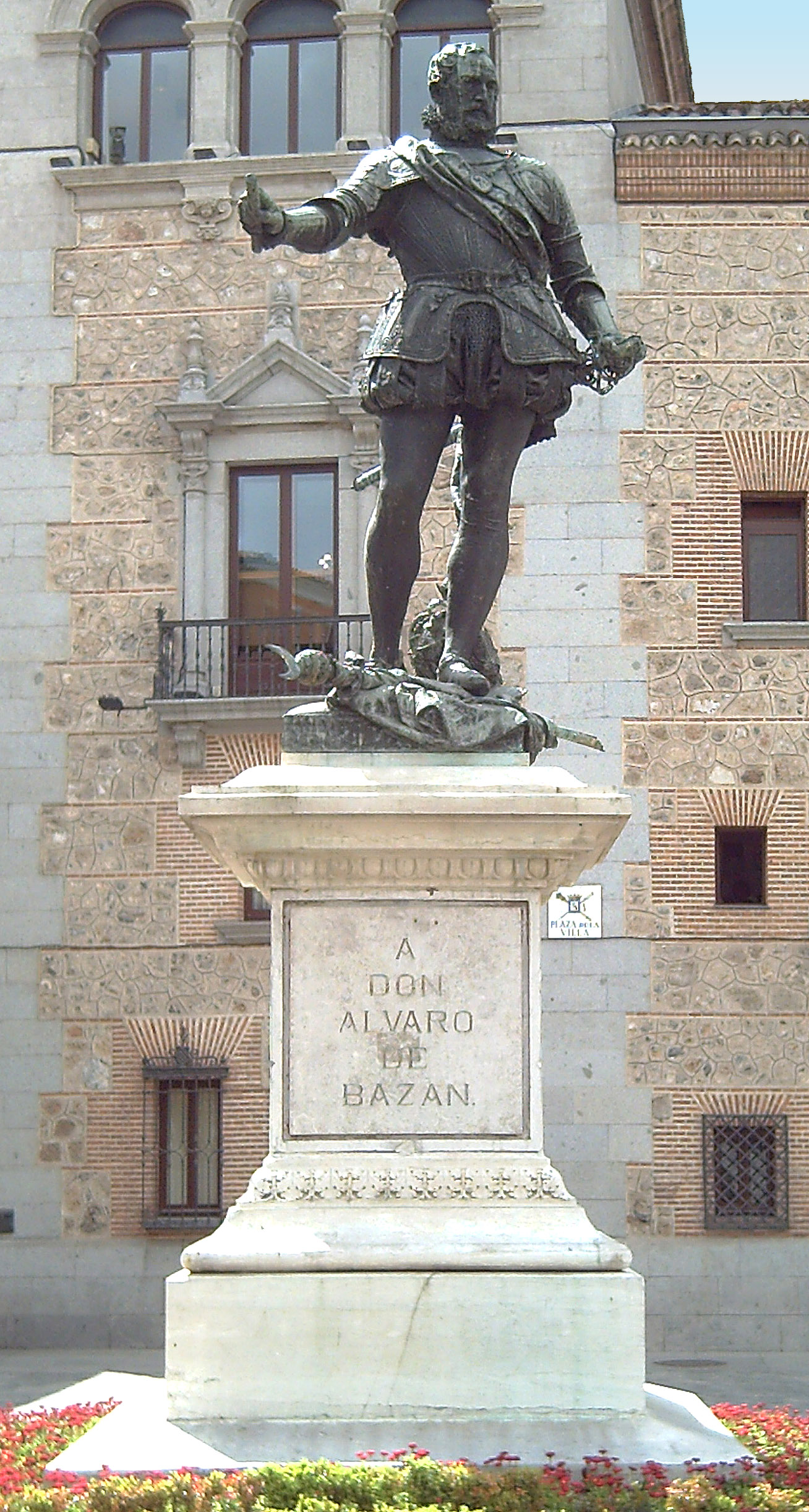
Statue d'Alvaro de Bazán à Madrid (Mariano Benlliure, 1891).

Sa vie est indissolublement liée à l'histoire de la marine militaire de l'Espagne de son époque, dont il fut l'amiral le plus brillant. Il était chevalier de Malte de l'ordre de Saint-Jean de Jérusalem et prieur de Crato. Il s'empara du Peñón de Vélez à Alger en 1564, combattit à Lépante en 1571 et contribua à la prise de Tunis en 1573. En 1582, il vainquit à la bataille des Açores Philippe Strozzi, chef de la flotte française qui soutenait les droits du Prieur de Crato au trône du Portugal. Philippe II, qui l'avait nommé Capitán de la Mar Océana y Almirante de la Marina (capitaine de la mer océane et amiral de la marine), lui confia l'organisation et le commandement de l'Invincible Armada. Il est mort à Lisbonne le 9 février 1588 alors qu'il travaillait à la préparation de sa flotte. Il est inhumé au Panthéon des marins illustres, situé à San Fernando, près de Cadix .